# Congresul Statelor Unite ale Americii

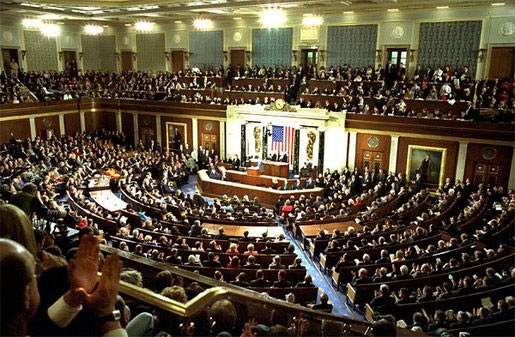
Congresul Statelor Unite ale Americii în sesiunea comună.

Congresul Statelor Unite ale Americii (în engleză The Congress of the United States) este adunarea bianuală a ramurii legislative a guvernului federal al Statelor Unite ale Americii.

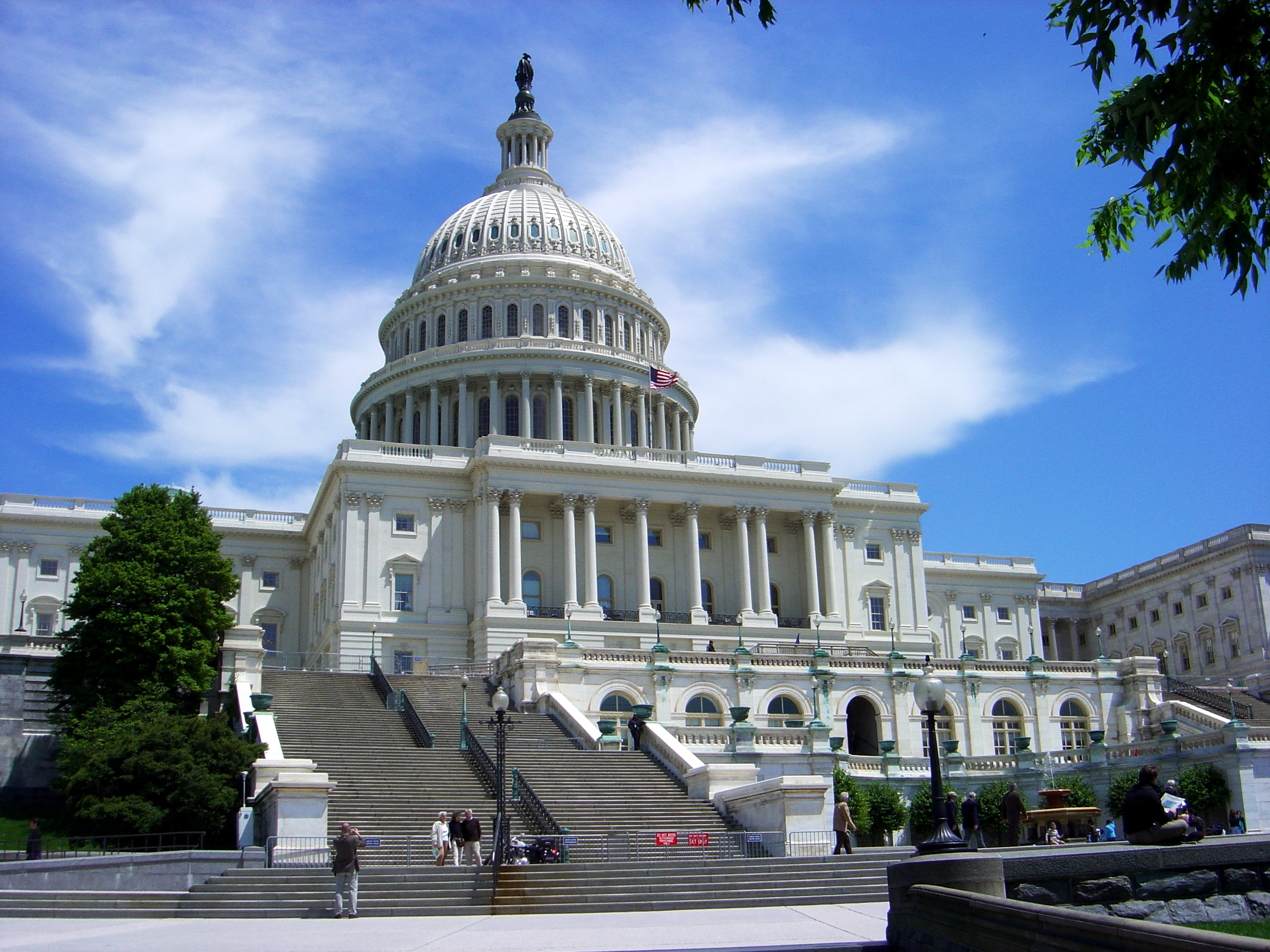
Clădirea Capitoliului Statelor Unite ale Americii.

Congresul Statelor Unite (parlamentul țării) este o entitate legislativă bicamerală, constând din House of Representatives sau Camera Reprezentanților, camera inferioară, și din Senate sau Senat, camera sa superioară. Membrii camerelor inferioară și superioară se întrunesc în sesiuni reunite, formând Congresul Statelor Unite ale Americii. Legiuitorii americani se numesc oficial Congresspeople, cu denominarea specifică Congressman [nume de familie] pentru un bărbat, respectiv Congresswoman [nume de familie] pentru o femeie. Membrii Camerei Reprezentanților sunt aleși prin vot direct pentru doi ani, iar membrii Senatului pentru șase ani.
Numărul total al membrilor Congresului este de 535, la care nu se poate adăuga vicepreședintele Statelor Unite (cu anumite excepții notabile), deși, prin lege, acesta este președinte al Senatului. Acest număr de 535 rezultă prin sumarea celor 435 de membri ai House of Representatives, reprezentând cele 435 de districte electorale din Statele Unite, care sunt periodic ajustate proporțional cu distribuția populației în teritoriu, cu numărul de 100 de senatori, întotdeauna câte doi pentru fiecare din cele 50 de state ale SUA.
Constituția Statelor Unite ale Americii desemnează explicit că toate puterile legislative ale guvernului federal sunt doar ale Congresului. Puterile Congresului sunt limitate la cele enumerate de Constituție; toate celelalte puteri fiind rezervate statelor federației și poporului (en  We the people). Prin intermediul "Actelor Congresului" (conform originalului, Acts of Congress), Congresul poate reglementa comerțul interstatal și internațional, taxarea, poate organiza funcționarea curților de justiție, menține forțele militare ale țării, declara război, precum are și alte puteri necesare și corecte, conform originalului necessary and proper powers.
Senatul și Camera Reprezentanților sunt camere complementare, ca atare manevrând puteri complementare și similare. Astfel, există domenii de exercitare ale puterii specific nuanțate pentru fiecare din ele. Senatul este camera care are împuternicirea numită "de a aviza și aproba" (advice and consent), care este necesară pentru ca președintele și/sau oficialități importante să poată participa la întâlniri de rang înalt, pozițiile judiciare înalte să fie ocupate și pentru ca tratatele internaționale să fie ratificate. Proiectele de legi privind creșterea salariilor precum și procedurile de en  impeachment pot fi inițiate doar de Camera Reprezentanților.
Congresul Statelor Unite ale Americii se întrunește în clădirea Capitoliului din Washington, D.C..

## Diferite grupuri ale membrilor Congresului
Unele grupuri pentru diferite cauze (denumiri originale din limba engleză):
- Congressional Black Caucus
- Congressional Hispanic Caucus
- Congressional Asian Pacific American Caucus
- Democratic Freedom Caucus